# PRIDE.11
PRIDE.11（プライド・イレブン）は、日本の総合格闘技イベント「PRIDE」の大会の一つ。2000年10月31日、大阪府大阪市の大阪城ホールで開催された。海外PPVでの大会名は、「PRIDE 11: Battle of the Rising Sun」。

## 大会概要
セミファイナルで行われた小川直也 vs 佐竹雅昭が「空手王 vs 柔道王対決」として注目を集め、地上波放送は夕方という時間にもかかわらず瞬間最高視聴率18.7％という数字を記録した。この試合前には桑田佳祐（サザンオールスターズ）がリング上に登場し、弾き語りで「PRIDEの歌 〜茅ヶ崎はありがとう〜」を披露した。
PRIDE初登場となった「幻の金メダリスト」谷津嘉章がゲーリー・グッドリッジと対戦したがグッドリッジから数十発のパンチを浴び、スタンド状態のままTKO負けを喫した。
この大会ではPRIDEナンバーシリーズとしては初めてフジテレビ系列での地上波放送が行われた。

## 試合結果
第1試合 PRIDEルール 10分2R
○  ヒース・ヒーリング vs.  トム・エリクソン ×
1R 6:17 スリーパーホールド
第2試合 PRIDEルール 10分2R
－  ヴァンダレイ・シウバ vs.  ギルバート・アイブル －
1R 0:21 無効試合（ローブロー）
第3試合 PRIDEルール 10分2R
○  ゲーリー・グッドリッジ vs.  谷津嘉章 ×
1R 8:58 TKO（レフェリーストップ：スタンドパンチ連打）
第4試合 PRIDEルール 10分2R
○  アレクサンダー大塚 vs.  マイク・ボーク ×
1R 2:37 ダブルアームバー
第5試合 PRIDEルール 10分2R
○  小路晃 vs.  ヘルマン・レンティング ×
1R 3:48 腕ひしぎ十字固め
第6試合 PRIDEルール 10分2R
○  イゴール・ボブチャンチン vs.  高田延彦 ×
2R 3:17 ギブアップ（マウントパンチ）
第7試合 PRIDEルール 10分2R
○  小川直也 vs.  佐竹雅昭 ×
2R 2:01 スリーパーホールド
第8試合 PRIDEルール 10分2R
○  桜庭和志 vs.  シャノン・"ザ・キャノン"・リッチ ×
1R 1:08 アキレス腱固め